# Nedelišće
Nedelišće è un comune della Croazia di 11 544 abitanti della Regione del Međimurje.